# 복청공주
복청공주(중국어: 福清公主, 1370년 - 1417년 2월 28일)는 명나라의 공주이다. 명 태조 주원장의 8녀로, 어머니는 안비 정씨이다.
홍무 18년 3월 17일 (1385년 4월 26일), 장룡의 아들 봉상후 장린에게 하가하여, 외아들 장걸을 낳았다. 이후 장씨 집안이 작위를 박탈당하여, 부마 장린의 뒤를 이을 수 없게 되었다.
영락 15년 2월 12일 (1417년 2월 28일), 복청공주는 47세의 나이로 세상을 떠났다.
1998년, 난징시 위화타이구에서 복청공주묘가 발견되어 장소를 옮겨 재건되었으며, 현재는 난징시 문화재 보호단위가 되었다.